# Речной вокзал (станция метро, Новосибирск)
«Речно́й вокза́л» — станция Новосибирского метрополитена. Находится на Ленинской линии между станциями «Октябрьская» и «Студенческая». В перспективе будет располагаться между «Спортивной» и «Октябрьской».
Территориально станция располагается в Октябрьском районе Новосибирска, между улицами Большевистская и Зыряновская в районе улицы Восход. Станция формирует собой один из крупнейших транспортно-пересадочных узлов города.
Введена в эксплуатацию 28 декабря 1985 года (открыта для пассажиров 7 января 1986 года) в составе 1-го пускового участка первой очереди из пяти станций.

## История

### Название
Станция метро названа по находящейся неподалёку пристани речного транспорта «Речной вокзал».

### Проект
«Речной вокзал» — станция с центральным расположением путей, одна из двух в России крытых полуподземных станций (вторая — «Мичуринский проспект» в Москве), и первая станция Новосибирского метрополитена с береговыми платформами (единственная в Новосибирске такого типа, вторая — перспективная «Спортивная»). Трёхпролётное перекрытие опирается на два ряда колонн. Построена по специальному проекту, выполненному институтом «Новосибметропроект». Главный инженер проекта станции — Кожевников В. Н.

### Строительство
К земляным работам метростроители приступили только 12 апреля 1983 года, спустя 4 года после начала строительства новосибирского метрополитена. Этому предшествовал перенос инженерных сетей из места расположения станции (водопровод, канализация, теплоснабжение, линии электроснабжения и связи).
29 августа 1983 года организовывается участок по сооружению станции. Работы по проходке в феврале не велись — не было шпунтового ограждения. К 13 марта 1984 года правый перегонный тоннель от станции «Октябрьская» был пройдён. Метростроители также приступили и на 70 % выполнили монтаж сборных железобетонных конструкций на платформе и начали сооружение первого вестибюля. Через несколько месяцев, 9 июля, была начата проходка второго тоннеля в направлении станции «Октябрьская». В сентябре 1984 года строителям пришлось укреплять стены и фундаменты жилых домов, расположенных по улицам Кирова и Восход, из-за просадок сооружений, о чём свидетельствовало попадание мокрой породы в левый тоннель.
В 1985 году сооружение тоннелей на примыкании к станции (под железной дорогой) было завершено.

## Архитектура и оформление
Стены и колонны отделаны серо-голубым мрамором. Пол отделан гранитом. Станционный потолок отделан алюминиевым профилем. На стенах имеются десять круглых цветных витражных вставок, со стилизованными изображениями сибирских городов: Новосибирска, Омска, Барнаула, Томска, Тобольска, Бийска, Новокузнецка, Сургута, Тюмени и Мангазеи.
По задумке автора: «станция — большой плывущий по Оби корабль и через иллюминаторы видны преобразованные трудом советских людей берега, древние сибирские города, новостройки… Десять окон-иллюминаторов».
Светильники скрыты в круглых нишах потолка над платформой. В дневное время станция также освещается естественным светом через портал метромоста.

## Вестибюли
Станция имеет два вестибюля, соединённых с платформой восемью эскалаторами для подъёма пассажиров (длина лент 17 метров и 15 метров) и 4 лестницами для спуска.
Наземная часть станции и начало моста
Восточный вестибюль, расположенный выше платформы, имеет выход на верхний уровень — к кассовому вестибюлю железнодорожной платформы «Речной вокзал».
Внутри западного вестибюля
Западный вестибюль, расположенный ниже платформы, имеет выход на нижний уровень, к улице Большевистской и автобусным остановкам.
Будет[уточнить] расширена линейка турникетов в 2022 году, из-за давки 9 мая 2021 года после салюта.

## Станция в цифрах
- Длина станции, как и на всех станциях Новосибирского метрополитена, стандартная — 102 м, что позволяет поместить на путь до пяти вагонов (в настоящее время используются 4-вагонные составы). Длина посадочной платформы — 102 м[7].
- Пикет 106+89.
- Длина пути до «Студенческой» — 2967 метров (самый длинный перегон в Новосибирском метрополитене, из которого 2145 метров — метромост), до «Октябрьской» — 1306 метров[8].
- В 2010 году суточный пассажиропоток станции составлял 24,2 тыс. человек.
- Входы обоих вестибюлей работают с 05 часов 45 минут до 00 часов 00 минут. Подземный переход через улицу Большевистская открыт с 5 часов 00 минут до 1 часа 00 минут[5].
- Таблица времени отправления первого и последнего поездов[5]:

|                                  | Пн — Пт / Сб — Вс (чч: мм: сс) | Пн — Пт / Сб — Вс (чч: мм: сс) |
| В сторону станции «Студенческая» | 05:49:30 / 05:50:30            | 00:13:30 / 00:13:30            |
| В сторону станции «Октябрьская»  | 05:53:00                       | 00:08:30                       |

## Расположение
Станция «Речной вокзал» Ленинской линии располагается в Октябрьском районе Новосибирска, на склоне пойменной части Оби. При этом западная часть станции является полностью наземной с вестибюлем на первом уровне и платформами на втором, а восточная — подземной. Станция непосредственно примыкает к крытому метромосту через Обь: первый пролёт мостового перехода опирается на конструкции станции.
В непосредственной близости от станции находятся: театр «Старый дом», отель River Park (гостиница «Обь»), Михайловская набережная и Речной вокзал Новосибирска.

### Остановки
Вблизи выходов со станции расположены остановки наземного общественного транспорта:
- А, Тб, Мт: «Метро Речной вокзал»

- А, Тб, Мт: «Восход»
- Тм: «Зыряновская»

### Автобус
| №  | Пересадки                                                                                      | Конечный пункт 1                    | Конечный пункт 2           |
| -- | ---------------------------------------------------------------------------------------------- | ----------------------------------- | -------------------------- |
| 5  | Площадь Ленина Красный проспект/Сибирская Гагаринская Заельцовская                             | ул. Дюканова (Троллейный жилмассив) | посёлок Северный           |
| 6  | Площадь Маркса Студенческая Золотая нива Берёзовая роща                                        | Полевая (Затулинский жилмассив)     | ул. Александра Анцупова    |
| 8  | Площадь Ленина Площадь Гарина-Михайловского                                                    | Цветной проезд                      | Вокзал Новосибирск-Главный |
| 9  |                                                                                                | Юго-Западный жилмассив              | ул. Колыванская            |
| 13 | Площадь Ленина Красный проспект/Сибирская Гагаринская Заельцовская                             | Ключ-Камышенское плато              | ЖК «Северная Корона»       |
| 21 | Площадь Ленина Площадь Гарина-Михайловского                                                    | ул. Капитана Сигова                 | Вокзал Новосибирск-Главный |
| 28 | Площадь Маркса Студенческая Площадь Ленина Красный проспект/Сибирская Гагаринская Заельцовская | Пригородный простор                 | ЖК «Северная Корона»       |
| 31 | Площадь Гарина-Михайловского Красный проспект/Сибирская                                        | Вокзал Новосибирск-Главный          | Вокзал Новосибирск-Главный |
| 36 |                                                                                                | Котельная (Микрорайон Щ)            | ул. Колыванская            |
| 39 | Площадь Маркса Студенческая Золотая Нива Берёзовая роща                                        | Микрорайон «Чистая Слобода»         | ул. Тюленина               |
| 54 | Площадь Ленина Площадь Гарина-Михайловского                                                    | ул. Твардовского                    | Вокзал Новосибирск-Главный |

### Троллейбус
| №  | Пересадки                                 | Конечный пункт 1        | Конечный пункт 2                 |
| -- | ----------------------------------------- | ----------------------- | -------------------------------- |
| 7  | Площадь Маркса Студенческая Золотая Нива  | Станиславский жилмассив | Новосибирский автовокзал-главный |
| 8  | Площадь Маркса Студенческая               | Затулинский жилмассив   | Ключ-Камышенское плато           |
| 13 | Площадь Ленина Красный проспект/Сибирская | Улица Учительская       | Метро Речной вокзал              |

### Трамвай
| №  | Пересадки                  | Конечный пункт 1     | Конечный пункт 2 |
| -- | -------------------------- | -------------------- | ---------------- |
| 13 | Красный проспект/Сибирская | Гусинобродское шоссе | Улица Писарева   |

- Мт: № 11, 23, 30, 35, 91;
- Пригородные: № 301, 321, 322, 332;

Также станция является пересадочной на остановочную платформу «Речной вокзал» пригородных электропоездов кузбасского, южного направлений и следующих через грузовой обход Инская — Сокур.
Речной вокзал — единственная в Новосибирском метрополитене станция, с которой можно совершить пересадку на все виды наземного общественного транспорта. Остановка «Метро Речной вокзал» является конечной для маршрутных такси, следующих в направлении Первомайского и Советского районов, а также пригородов на юге и юго-востоке Новосибирска.